# Sukadamai Barat
Sukadamai Barat is een bestuurslaag in het regentschap Asahan van de provincie Noord-Sumatra, Indonesië. Sukadamai Barat telt 2583 inwoners (volkstelling 2010).